# مامادو كوليبالي (لاعب كرة قدم، مواليد 2003)
مامادو كوليبالي (مواليد 3 يونيو 2003، لاعب كرة قدم إماراتي-إيفواري يجيد اللعب في الوسط مع نادي الجزيرة في دوري الخليج العربي الإماراتي.
وقع مع نادي الجزيرة في عام 2021 و حصل على الجنسية الإماراتية في عام 2024.

## وصلات خارجية
مامادو كوليبالي على موقع قاعدة بيانات كرة القدم.إي يو (الإنجليزية)
- مامادو كوليبالي على موقع Soccerway.com (الإنجليزية)